# Forest Lawn, Calgary
Forest Lawn es un barrio en el cuadrante sureste de la ciudad de Calgary, Alberta, Canadá. El vecindario está delimitado por 26 Avenue SE al sur, 36 Street SE al oeste, 8 Avenue SE al norte y partes de 52 Street SE y 48 Street SE al este. La ciudad antiguado comprende todo el vecindario actual de Forest Lawn, así como partes de Southview y Albert Park/Radisson Heights al oeste, y partes de Penbrooke Meadows y Forest Lawn Industrial al este. Tanto el vecindario como la ciudad anterior están divididos en dos por la multicultural 17 Avenue SE. Forest Lawn tiene un plan de reurbanización del área y es parte de la Zona de Revitalización Comercial de International Avenue.
La comunidad de Forest Lawn está representada en el Ayuntamiento de Calgary por el concejal del Distrito 9. A nivel federal, Forest Lawn se encuentra en el distrito electoral de Calgary Forest Lawn y actualmente está representado en la Cámara de los Comunes por el diputado Jasraj Hallan.

## Historia
El área de Forest lawn fue colonizada por primera vez a principios del siglo XX. Originalmente parte del Distrito Municipal de Shepard n.º 220, Forest Lawn y el cercano Albert Park se incorporaron como aldeas en el 4 de julio de 1934. Forest Lawn y Albert Park se fusionaron poco más de un año después, el 1 de agosto de 1935, bajo el nombre de Aldea de Césped del bosque. En 1952, Forest Lawn se incorporó como la ciudad de Forest Lawn.[citation needed] ay buscó el estatus de villa en 1958, aunque la solicitud nunca se llevó a cabo. Posteriormente, la ciudad fue anexada por la ciudad de Calgary el 30 de diciembre de 1961, junto con partes de los distritos municipales de Rocky View n.º 44 y Foothills n.º 31.

## Demografía
En el censo municipal de la ciudad de Calgary de 2012, Forest Lawn tenía una población de 7487 habitantes que vivían en 3352 viviendas, un aumento del 2,4% con respecto a su población en 2011 de 7313. Con una superficie de 2,3 km2 (0,89 millas cuadradas), tenía una densidad de población de 3260/km2 (8430/millas cuadradas) en 2012. También en el censo municipal de 2012, Forest Heights tenía una población de 6212 que vivían en 2221 viviendas, un aumento del 0,4% con respecto a su población de 2011 de 6.185. Con una superficie terrestre de 1,5 km2 (0,58 millas cuadradas), tenía una densidad de población de 4.140/km2 (10.700/millas cuadradas) en 2012.
Los residentes de esta comunidad tenían un ingreso familiar promedio de $ 40,396 en 2000 y había un 27,5% de residentes de bajos ingresos viviendo en el vecindario. A partir de 2000, el 18,6% de los residentes eran inmigrantes. Una proporción del 29,4% de las edificaciones eran condominios o apartamentos, y el 57,7% de la vivienda se destinaba a alquiler.

## Educación

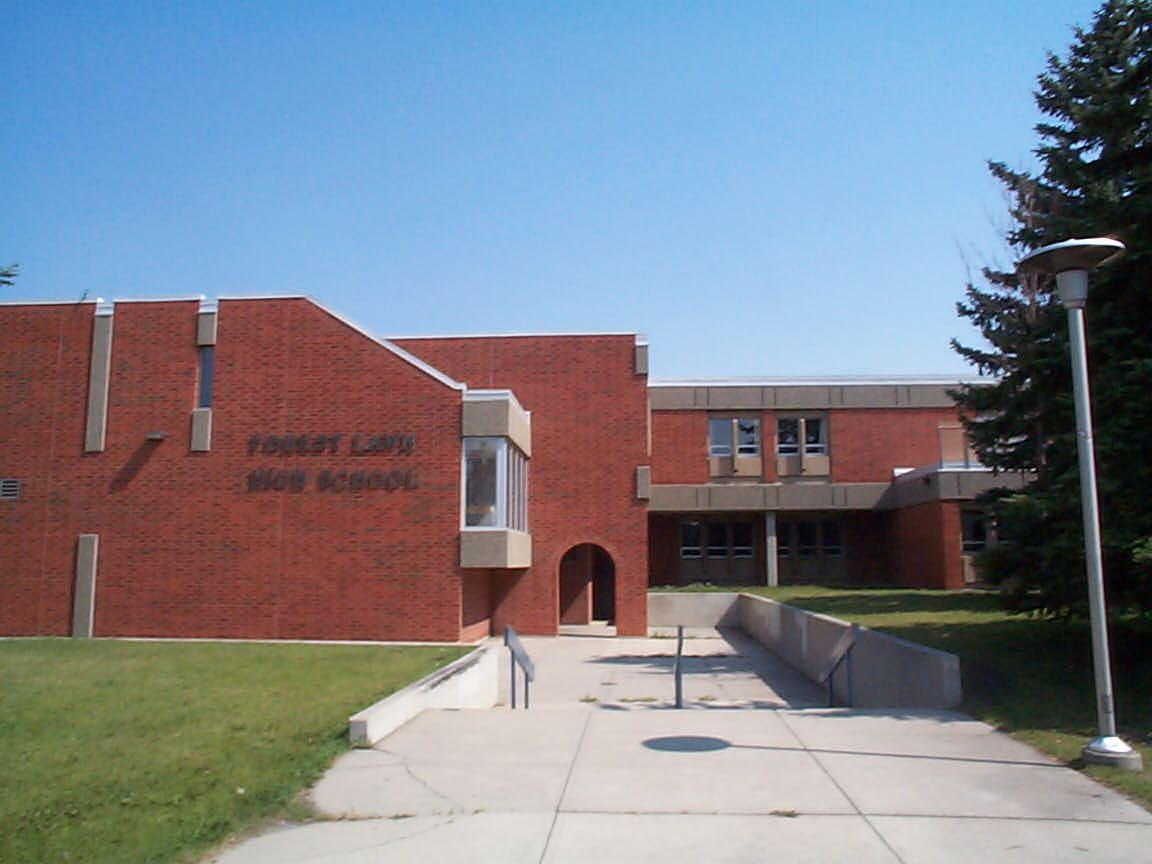
Forest lawn Senior High School

En cuanto a la educación, la comunidad es atendida por las escuelas públicas de Forest Lawn Senior High, Jack James Senior High, Ian Bazalgette Junior High, Ernest Morrow Junior High, Patrick Airlie Elementary y Valley View Elementary, así como Holy Trinity Elementary, Father Lacombe Senior High y Holy Cross Elementary/Junior High (católica).

## Recreación
Esta área es servida por dos piscinas recreativas. El centro acuático y de acondicionamiento físico Bob Bahan, inaugurado en octubre de 1974 y que lleva el nombre de un miembro de la comunidad de destacado historial, ofrece una serie de clases, programas y lecciones de acondicionamiento físico registrados y sin cita previa, tanto en la piscina como en tierra firme. La piscina al aire libre Forest Lawn es operada por la asociación comunitaria.[citation needed]